# Alain Semoulin
Alain Semoulin est un pilote automobile belge de compétitions sur circuits pour voitures de tourisme en catégorie Production (Groupe N)  durant les années 1970 et 1980.

## Biographie
Il fait ses tout débuts en Championnat  de Belgique des voitures de Tourisme lors du Bekers van België 1967 sur Ford Lotus Cortina. Il réapparaît en 1974 au Bekers van België sur Ford Escort, puis il court régulièrement de 1975 (écurie Bekers van België Bang & Olufsen Michel Vaillant, alors sur Ford Escort 1300 BDA) à 1988, en obtenant cinq titres nationaux, 22 victoires et trois places de dauphin sur voitures de série, l'un de ses principaux rivaux étant Jean-Michel Martin, également champion à cinq reprises.
En 1969 il finit 6e des 6 Heures de Brands Hatch sur Ford Escort avec Yvette Fontaine (elle-même champion de Touring belge en 1969 et 1970). En 7 participations aux 24 Heures de Spa, il est 4e en 1983, 5e en 1979, et 6e en 1987. Il termine aussi deux fois 6e à Zolder en ETCC (1979 et 1982).
Son frère aîné Freddy (débuts en 1964) court également longtemps dans le même championnat national de Touring (sous l'alias d'« Alain Dex », gagnant ainsi le Grand Prix de Paris GT  à deux reprises en 1966 et 1968, sur Lotus Elan), dans les mêmes équipes, entre 1966 et 1981 successivement avec des Elan, Ford Lotus Cortina, Ford Escort (TC 1300 GT, RS 1600 et 2000, 1300 et 1600 BDA), Ford Mustang (Boss 429), Lotus Europa TC, et Ford Capri II et III 3.0S (dernière course au ADAC-Rundstreckenrennen Düren/Nordrhein en 1981), pour les écuries elles aussi successives Barracuda, Racing Team V.D.S., Ford Belgium, Ford-Chevron Racing Team, Welcker Performance/Levi’s, Racing Team Michel Vaillant, Bekers van België B&O Michel Vaillant, Ford Castol team, et Belga Castrol team en 1980-81.   
Son neveu Yves Semoulin débute au Trophée de la Mer du Nord (Koksijde Airfield) en 1986 pour la Scuderia Tornacum, et les autres membres de la famille Jacques à l'ACR-Grenzlandpreis Stefan Bellof-Gedächtnis-Rennen (Zolder) en 1989, et François en 1991 alors en Procar, avec désormais l'écurie Toison d’Or (où Yves évolua également).

## Palmarès
Champion  de Belgique des voitures de Tourisme (>1.6L., puis division 1) :
- 1976, sur  Lotus Europa TC 1.6L. I4 (1 victoire à la Belgian Marlboro Cup de Nivelles) ;
- 1978, sur Ford Capri II 3.0S (4 victoires, à Grote Prijs van Zolder, Nivelles courses tourisme 1 et 2,  et EG Trophy Zolder, pour le Ford Castrol Team) ;
- 1982, sur Ford Capri III 3.0S ;
- 1985, sur Ford Escort RS Turbo 1.6L (3 victoires à Bekers van Elsenne (Ieper street), 1 000 kilomètres de Spa, et EG Trophy de Zolder, pour la Scuderia Tornacum) ;
- 1987, sur Ford Sierra RS Cosworth 2.0L. (3 victoires, aux Grand Prix de Belgique tourisme de Spa-Francorchamps, Grand Prix des Frontières à Chimay, et Trophée de la Mer du Nord du Koksijde Airfield, pour la Scuderia Tornacum) ;
- 1988, sur Ford Sierra RS Cosworth 2.0L (3 victoires, aux EG Trophy de Zolder, Grand Prix de Belgique tourisme de Spa-Francorchamps, et Seca Trophy de Zolder, pour la Scuderia Tornacum)[1].

Vice-champion de Belgique des voitures de Tourisme :
- 1979, sur Ford Capri III 3.0S (1 victoire au Bekers van België de Zolder, pour le Belga Castrol Team) ;
- 1980, sur Ford Capri III 3.0S (pour le Belga Castrol Team) ;
- 1981, sur Ford Capri III 3.0S (3 victoires, aux Coupes du Benelux de Spa-Francorchamps, ADAC-Rundstreckenrennen Düren/Nordrhein Zolder, et Grand Prix F2 du Bastos Trophy à Spa-Francorchamps).

Victoires en Production lors d'autres saisons :
- 1977, sur Ford Escort II RS 2000 (victoire aux Coupes d’Ixelles - Croix-en-Ternois) et sur Ford Capri II 3.0S (victoire au EG Trophy de Zolder) pour le Ford Castrol Team ;
- 1986, sur Ford Escort RS Turbo (2 victoires, à Zolder Cup Day et  Trophée de la Mer du Nord Koksijde Airfield), pour la Scuderia Tornacum.